# Tanasije Dinić
Tanasije Dinić (in serbo Танасије Динић?; Niš, 15 aprile 1891 – Belgrado, 17 luglio 1946) è stato un politico e militare serbo.
Dinić era il ministro degli affari interni nel governo serbo nel territorio della Serbia occupato dai tedeschi durante la seconda guerra mondiale, ha ricoperto il grado di tenente colonnello nell'esercito reale jugoslavo ed è stato un simpatizzante della Gran Bretagna prima e durante la seconda guerra mondiale. Divenne membro del ZBOR per riferire i piani tedeschi al Ministero degli Esteri britannico, alla SOE e all'MI6. Dopo l'invasione della Jugoslavia, ha ricoperto la carica di ministro dell'Interno nel governo fantoccio di Milan Nedić.
Dinić divenne ministro delle politiche sociali e della salute nel 1943, e successivamente fu catturato dagli americani vicino a Vienna. Dopo la guerra fu, interrogato, riportato in aereo a Belgrado e consegnato al nuovo governo comunista. Dopo un breve processo in cui venne condannato a morte, fu fucilato il 17 luglio 1946, insieme al leader dell'esercito jugoslavo in patria, il generale Draža Mihailović, e ad una serie di altri collaboratori.